# Jacques de Montfort
Jacques de Montfort, né le 22 juillet 1770 à Sallanches (duché de Savoie) et mort le 1er janvier 1824 à Paris, est un général de la Révolution et de l’Empire.

## Biographie

### Origines et famille
Jacques Montfort est né le 22 juillet 1770 à Sallanches. Il est le fils de Jean-Claude Montfort, propriétaire cultivateur ayant domaine à Saint-Roch et maison à Sallanches, et de Marie Favre. 
Le 13 juin 1815, à Belfort, il épouse Demoiselle Maria Teresa Lozano de Pueraz, alias Marie-Thèrèse Lozano, née le 25/06/1790 à Ávila (Vieille-Castille), qui lui a donne un fils à Lectoure (Gers) le 30 septembre 1813 (ce fils, le baron Émile-Alexandre de Montfort (1813-1884), fut général de brigade, blessé au combat en Crimée, et mourut sans postérité à Toulouse le 24 mars 1884 après avoir adopté le fils unique de son épouse, une veuve française rencontrée en Algérie).[réf. nécessaire]
Avant la Révolution, il s'occupe de transactions commerciales.

### Carrière militaire
Le 5 août 1792, il est « volontaire » comme simple soldat au 4e bataillon de volontaires du Bas-Rhin. Le 3 juin 1793, il est nommé capitaine commandant de la compagnie de canonniers de ce bataillon. Le 20 août, il est fait prisonnier à Rheinzabern mais il parvient à s'échapper et ramène, avec ses compagnons, deux canons ennemis abandonnés sur le champ de bataille.
Le 27 septembre 1799, au lendemain de la deuxième bataille de Zurich, Massena le nomme chef de bataillon  Ensuite, il devient aide-de-camp du général Lecourbe. Le 23 mars 1802, il est envoyé en Martinique où il combat courageusement l'Anglais. Le 24 mai 1805, il est nommé colonel du 82e régiment de ligne engagé à la Martinique. Il est fait chevalier de la Légion d'honneur le 8 octobre 1806. 
Le 21 février 1809, il est fait prisonnier sur parole par les Anglais, et le 7 juillet suivant. il est promu officier de la Légion d'honneur. Le 16 octobre 1810, il est de retour en France à la suite d'un échange de prisonniers. Le 6 août 1811, alors en Espagne dans l'armée du Portugal du maréchal Soult, il est promu général de brigade.
Le 30 décembre 1812, il est créé baron de l'Empire par décret impérial, et donataire d'une rente en Westphalie. 
En 1813, ayant rejoint à nouveau l'armée de Soult, il participe à la bataille de Vitoria en juin, puis à celle de la Bidassoa en octobre 1813. En 1814, entre le 27 février et le 5 mai, il défend la ville de Bayonne alors assiégée par les Anglais. Le 5 avril 1814, alors engagé en Champagne dans la campagne de France, il est promu commandeur de la Légion d'honneur. 
Le 7 mars 1815, il est naturalisé français, à sa demande, avec adjonction de la particule nobiliaire. Le 14 mars, il est nommé commandant des départements de Seine et Marne, puis le 23 chef d'état major du général Lecourbe au corps d'observation du Jura. Le 29, il est nommé commandant de la Meurthe. Le 22 août 1816, il est nommé inspecteur général adjoint d'infanterie. Le 12 octobre, il est confirmé baron héréditaire. Le 5 mars 1819, il est nommé maréchal de camp commandant du prytanée militaire de La Flèche. En 1821, il est atteint d'une cécité incapacitante qui le contraint à quitter le service et à se retrouver en non activité. 

### Mort et sépulture
Jacques de Montfort meurt le 1er janvier 1824, à son domicile parisien, un appartement loué au 24 rue de la Sourdière, dans le IIe arrondissement de Paris. Il est inhumé le 2 janvier suivant, au cimetière du Père-Lachaise dans la concession accordée à sa veuve le 25 juin 1824 sous le numéro 358 PP (déclarée à l'état d'abandon, sa sépulture fut reprise par un arrêté du Maire en date du 23 mars 1987 et ses restes, incinérés ainsi que ceux de sa femme, sont conservées dans un reliquaire déposé au funérarium).
Son dossier est conservé aux archives du ministère de la Guerre à Vincennes.

## Blason
Ses armes blasonnent ainsi : écartelé : aux 1 et 4 d'azur, à la tour d'argent crénelée de quatre pièces, ouverte, ajourée et maçonnée de sable et soutenue d'un rocher de sinople ; aux 2 et 3 d'or, à trois pals d'azur ; franc-quartier de baron militaire brochant à sénestre au neuvième de l'écu.
Dessinées par l'Administration impériale chargée de la tenue de l'Armorial, ces armes reprennent les couleurs et les pals que portèrent ses aïeux le sires de Montfort en Faucigny-Genevois qui furent gonfaloniers des évêques de Genève.

## Distinctions
- Il fait partie des 660 personnalités à avoir son nom gravé sous l'arc de triomphe de l'Étoile.
- Une rue de Sallanches porte son nom : la « rue du Général Jacques de Montfort ».